# امیل اتو هوپه
امیل اتو هوپه (به آلمانی: Emil Otto Hoppé) عکاس اهل آلمان بود. هوپه از ۱۹۱۰ تا ۱۹۲۰ یکی از معروفترین و مورد توجه‌ترین عکاسان تک چهره لندن بود.

## زندگی
هوپه در سال ۱۸۷۸ در مونیخ به دنیا آمد و در وین بزرگ شد و حدود سال ۱۹۰۰ به لندن رفت. با گروه بسیار با نفوذی از عکاسان غیرحرفه‌ای آشنا و صمیمی شد. به خصوص کابرن آلوین لنگدون کابرن سبب گردید که علاقه هوپه نسبت به عکاسی به عنوان وسیله بیان هنری برانگیخته شود. از ۱۹۰۳، کار هوپه به عنوان عکاس غیرحرفه‌ای با موفقیت روزافزونی مواجه شد و وقتی مبالغ مختلفی که به عنوان جایزه در مسابقات عکاسی نصیب وی می‌شد، تقریباً با حقوق بانکی که کارمند آن بود برابری کرد، متقاعد گردید که اگر هنر عکاسی تک چهره به صورت تجاری اجرا شود، می‌تواند ممر درآمدی برای زندگی باشد. در ۱۹۰۷ عکاسخانه خود را افتتاح کرد و بر آن شد که ضوابط تصنعی عکاسی آن دوره را کنار بگذارد و به جستجوی نوعی سادگی تازه و گونه‌ای حالت طبیعی بپردازد.
وی در ۱۹۷۲ در گذشت.

## سبک
هوپه می‌اندیشید که می‌تواند موفق به ثبت جوهره حقیقی شخصیت مدل‌هایش شود و این کار را با روش ساده‌ای که آن را شیوه آب کردن یخ می‌نامید، به انجام می‌رساند.

## آثار
- کتاب آلمان در حال کار ۱۹۳۰ (تأثیرگذارترین کتاب)
- کتاب آمریکای رؤیایی ۱۹۲۷
- کتاب بریتانیای کبیر در تصویر ۱۹۲۶